# Tsering Thakchoe Drungtso
 Tsering Thakchoe Drungtso   (tibétain : ཚེ་རིང་ཐག་གཅོད་དྲུང་འཚོས, Wylie : tshe ring thag gcod drung 'tshos), né à Dhingri, au Tibet, en 1969 est un docteur en médecine tibétaine.

## Biographie
Tsering Thakchoe Drungtso, né en 1969 à Dhinghri, étudie la littérature tibétaine de Ngawang Chungney, un ancien moine du monastère de Séra et de son père. Il s'enfuit en Inde en 1983 et est scolarisé au Village d'enfants tibétains.   
Il est membre fondateur et rédacteur du magazine du Collège médical et astrologique tibétain « Gangri Langtso ». De 1998 à 2004, il est consultant pour l'édition anglaise de Gangri Langtso.
En 1996, il obtient son diplôme de médecin tibétain et sa licence en médecine tibétaine (BTMS).
Suivant une formation continue en sciences médicales tibétaines, il reçoit le 23 mars 2009 un diplôme de médecine du Men Tsee Khang.
Il pratique la médecine tibétaine sous les conseils des docteurs Kunga Gyurmed Nyarongshar, Lobsang Wangyal, Tenzin Choedrak,  Dawa Dolma Jamling, tous anciens médecins du 14e dalaï-lama.
Il crée un programme d'enseignement de médecine tibétaine du Men Tsee khang pour des étudiants étrangers et est l'un des principaux responsables de la création du cours diplômant de médecine tibétaine du Centre du Tibet, en Autriche.
Il est sélectionné pour une bourse d'études en langue anglaise pour les Tibétains (ELST) en 2005 pour étudier l'anglais au Studio Cambridge, en Angleterre.
Il reçoit le statut de chercheur associé invité et membre du Darwin College de Cambridge, Royaume-Uni en 2005. 
Tsering Thakchoe Drungtso et sa femme ont compilé le premier dictionnaire de médecine et d'astrologie tibétaines.
Tsering Thakchoe Drungtso est invité avec Ngawang Samten et Tsewang Tamdin pour une audition le 21 juillet 2010 par une commission parlementaire permanente indienne composée de trente-deux députés et présidée par Amar Singh, jouant un rôle dans la reconnaissance de Sowa Rigpa (la médecine tibétaine) en Inde en lien avec le Ministry of Ayush (en),.
Il se présente aux élections législatives tibétaines de 2021 sans être élu.

## Publications
- (en) The Tibetan Book of Massage : Comfronting Mind and Body, 2004
- (en) Tibetan Medicine: The Healing Science of Tibet, préface de Tsewang Tamdin, Dharamsala: Drungtso Publications, 2004,  (ISBN 8190139517)
- (en)/(bo) avec Tsering Dolma Drungtso, Tibetan English Dictionary of Tibetan Medicine and Astrology, Drungtso Publications, 2005,  (ISBN 8190139525)
- (en) Healing Power of Mantra- The Wisdom of Tibetan Healing Science, Drungtso Publications, 2006,  (ISBN 8190139568)
- (en) Basic Concepts of Tibetan Medicine- A Guide to Understanding Tibetan Medical Science, Indraprastha Press, 2007,  (ISBN 8190139541)